# 마에다 도시타카
마에다 도시타카(일본어: 前田利孝, 1594년 ~ 1637년)는 고즈케 나노카이치번 초대 번주이다. 나노카이치 마에다가 시조. 관위는 종5위하, 야마토노카미.
도시타카는 마에다 도시이에의 5남이다. 정실은 혼다 야스토시의 딸이다.
자식은 장남 도시모토(利意), 차남 다카노리(孝矩), 삼남 요리타카(寄孝) 등이 있다.
|  | 제1대 나노카이치번 번주 (마에다가) 1616년 ~ 1637년 | 후임 마에다 도시모토 |